# Phillippe de Longvilliers de Poincy
Phillippe de Longvilliers de Poincy (ur. 1583, zm. 1660) – francuski gubernator, mistrz zakonu kawalerów maltańskich.
Phillippe de Longvilliers de Poincy w 1635 roku został mianowany przez kardynała Jeana Richelieu gubernatorem francuskich Antyli po Pierre Belainie d’Esnambucu. Gubernatorstwo obejmowało cztery wyspy Saint Kitts, Martynikę, Gwadelupę i Marie-Galante. Przez bukanierów został uznany za ich przywódcę, a on przyjmował ich w swojej rezydencji. Po krótkim czasie pod jego rządami znalazło się czternaście wysp, na które sprowadził pięć tysięcy kolonistów i piratów, wybudował osiedla i kościoły. Dla hugenotów znajdujących się w szeregach korsarzy przeznaczył wyspę Tortuga znajdującą się na północ od Haiti. Pierwszym dowódcą wyspy został kpt. Lavasseura (La Passeur). Ulokowanie piratów na wyspie miało ogromne znaczenie dla handlu i żeglugi. Tortuga leżała w pobliżu szlaku żeglownego, z którego korzystała srebrna flota hiszpańska wracająca z Hawany do Sewilli. Piraci po sprzymierzeniu się z angielskimi purytanami pod dowództwem Roberta Richa lorda Warwick łupili flotę hiszpańską, a Tortuga stała się niezdobytą twierdzą.